# Сонгкет

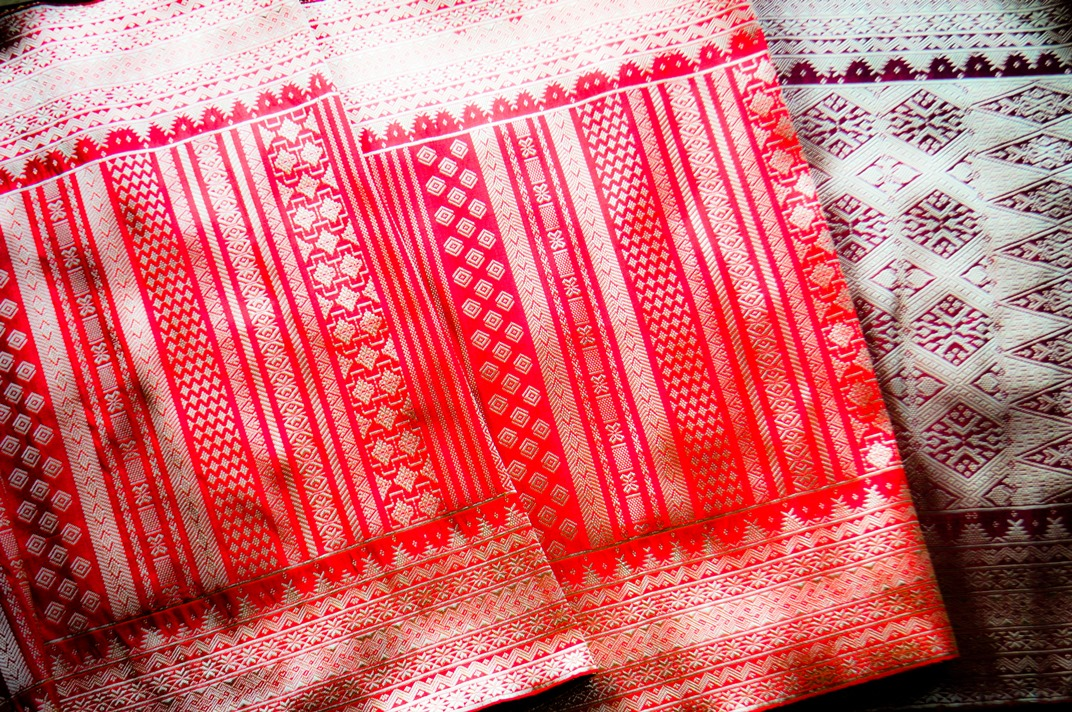
Сонгкет минангкабау

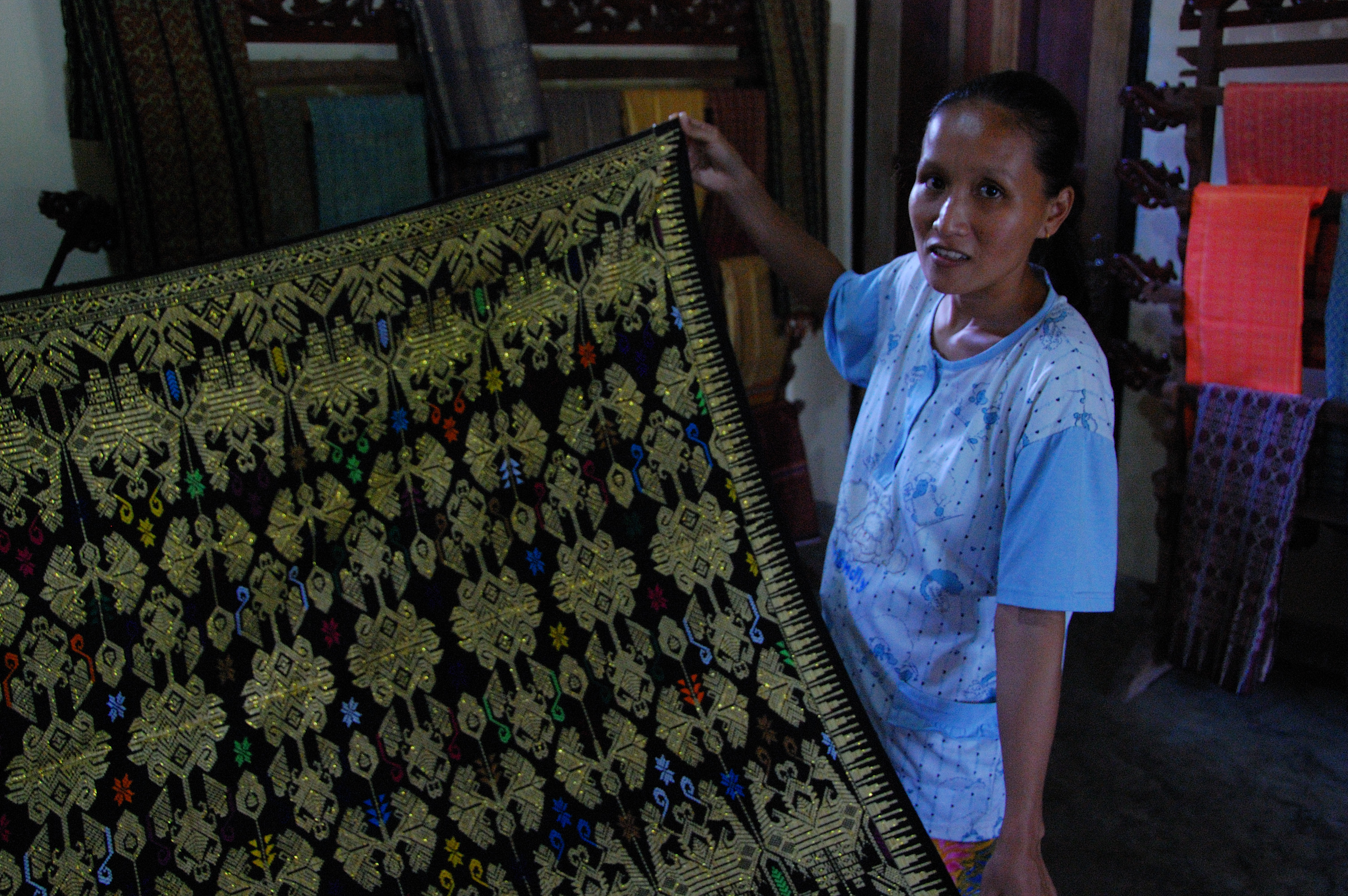
Сасакский сонгкет

Сонгке́т (малайск. и индон. songket) — традиционная парчовая ткань, в которую вплетены серебряные или золотые нити; изготовляется в странах Юго-Восточной Азии (Бруней, Индонезия, Малайзия). Изначально основой сонгкета был шёлк, в настоящее время обычен хлопок или их смесь. Существует более ста разновидностей орнамента сонгкетов, используется множество оттенков цветов. В технике шитья и орнаментике ощущается влияние китайской и индийской культур. Изготавливают мужские и женские национальные костюмы, а также мужские головные уборы (тенгколок) для особо торжественных поводов и свадебных церемоний.
Сонгкет появился на территории, когда-то занимаемой империей Шривиджая, центрами ткачества этой ткани являются Палембанг, расположенный на Южной Суматре, районы проживания народа минангкабау на Западной Суматре, такие как Пандай Сикек, Силунгканг, Кото Гаданг и Паданг. Помимо Суматры, сонгкет также производится в таких регионах, как Бали, Ломбок, Самбас, Сумба, Макассар, Сулавеси и других частях Индонезии.